# Hilár
A Hilár a latin Hilariusból származó magyar férfinév, jelentése: derűs, vidám, jókedvű.  Női párja: Hilária.

## Rokon nevek

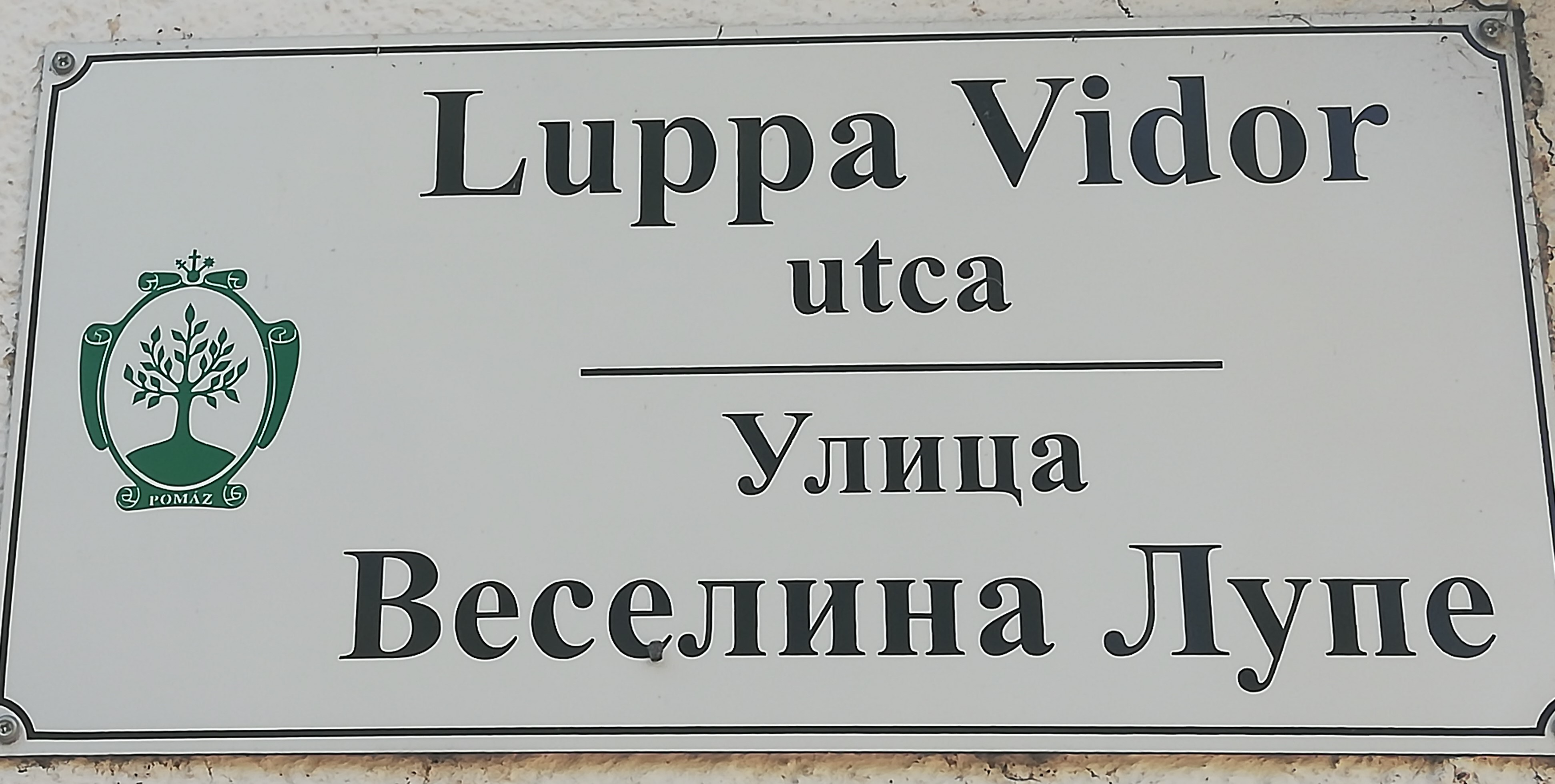
Magyar-szerb kétnyelvű utcatábla Pomázon (Luppa Vidor utca)

- Hiláriusz:[1] a Hilár latin Hilarius eredetijének magyar átírása.[2]
- Ilárion:[1] a Hiláriusz görögös formája.[3]
- Larion:[1] az Ilárion szláv rövidülése.[4]
- Vidor:[1] a 19. században, a nyelvújítás idején alkották meg a Hiláriusz magyarosítására.[5] [A Vidor név lehet az egyébként hasonló jelentéssel bíró, szláv Veszelin keresztnév magyar megfelelője is.]

## Gyakorisága
Az 1990-es években a Hiláriusz, Hilár, Ilárion, Larion és a Vidor egyaránt szórványos név volt, a 2000-es években nem szerepelnek a 100 leggyakoribb férfinév között.

## Névnapok
Hiláriusz, Hilár
- január 14.[2]
- március 16.[2]
- augusztus 12.[2]
- október 21.[2]

Ilárion, Larion:
- január 14.[3]
- október 21.[3]

Vidor:
- január 13.[5]
- január 14.[5]
- március 16.[5]

## Híres Hiláriuszok, Hilárok, Ilárionok, Larionok és Vidorok
- Poitiers-i Szent Hilár
- Hilár pápa
- Biner Vidor Ernő lelkész
- Jurán Vidor tanító, vadász, író, szerkesztő.
- Modor Vidor (1910-1979) magyar gyógyszerész.